# スズキ部品秋田
株式会社スズキ部品秋田（スズキぶひんあきた）は、スズキの二輪車・四輪車用の部品を製造している会社。本社を秋田県南秋田郡井川町に置く。

## 概要
1972年10月にスズキの全額出資のもと秋田県の大型誘致企業として設立。スズキグループの主要な部品の生産拠点として位置付けられている。
設立当初は、二輪車に使用される部品を製造していたが、1983年からは四輪車の部品も製造を開始した。現在では四輪車の部品製造が全体の約70%を占める。

## 本社・工場
- 住所：秋田県南秋田郡井川町浜井川字家の東192-1

隣接して井川町町内巡回バスの「スズキ部品バス停」がある。

## 沿革
- 1972年10月 - 「スズキ部品製造株式会社」設立。
- 1973年10月 - 操業。カウンターシャフト・ドライブシャフトの生産開始。
- 1975年4月 - クランクシャフト、熱間鍛造の生産開始。
- 1981年7月 - ハブフロントホイールの生産開始。
- 1983年1月 - 四輪車用シャフトの生産開始。
- 1991年1月 - 商号を「株式会社スズキ部品秋田」に変更。
- 2002年3月 - ISO14001認証取得。
- 2004年12月 - ISO9001認証取得。